# Nicholas Geoffroy Hammond
Pour les articles homonymes, voir Hammond.
Nicholas Geoffrey Lemprière Hammond (15 novembre 1907 - 24 mars 2001) est un spécialiste britannique de la Grèce antique et un agent du British Special Operations Executive (SOE) en Grèce occupée pendant la Seconde Guerre mondiale.

## Carrière
Hammond étudie les classiques au Fettes College et au Gonville and Caius College de Cambridge. Il excelle dans ses examens et passe également des vacances à explorer la Grèce à pied, acquérant des connaissances sur la topographie et le terrain. Ces capacités l'amènent à être recruté par le Special Operations Executive pendant la Seconde Guerre mondiale en 1940. Ses activités comprennent de nombreuses missions de sabotage dangereuses en Grèce (en particulier sur l'île grecque de Crète). En tant qu'officier, il commande en 1944 la mission militaire alliée auprès de la résistance grecque en Thessalie et en Macédoine . Là, il apprend à connaître ces régions à fond. Il publie un mémoire de son service de guerre intitulé Venture into Greece en 1983; il reçoit l'Ordre du service distingué et l'Ordre grec du Phénix.
Dans la période d'après-guerre, Hammond retourne dans le milieu universitaire en tant que tuteur principal au Clare College de Cambridge. En 1954, il devient directeur du Clifton College de Bristol et, en 1962, il est nommé professeur de grec Henry Overton Wills à l'université de Bristol, poste qu'il occupe jusqu'à sa retraite en 1973. Il est élu Fellow de la British Academy en 1968  et membre honoraire du Centre des Nouvelles études de l'histoire, de la philosophie et des problèmes sociaux à Clermont-Ferrand en 1988.
Sa bourse se concentre sur l'histoire de l'ancienne Macédoine et de l'Épire  et il est considéré comme le principal expert de la Macédoine . Il est également éditeur et collaborateur de divers volumes de la Cambridge Ancient History et de la deuxième édition de l'Oxford Classical Dictionary. Il est connu pour ses travaux sur Alexandre le Grand et pour suggérer la relation de Vergina avec Aegae, l'ancienne ville royale macédonienne, avant les découvertes archéologiques.

## Vie privée
Hammond est le père de deux fils (tous deux éduqués au Clifton College) et de trois filles, dont Caroline Bammel, une historienne réputée de l'église primitive .

## Travaux
1. Une histoire de la Grèce jusqu'en 322 av. J.-C. (1959)
2. Épire: la géographie, les vestiges antiques, l'histoire et la topographie de l'Épire et des régions adjacentes (1967)
3. Migrations et invasions en Grèce et dans les régions adjacentes (1976)
4. éd. Atlas du monde grec et romain dans l'Antiquité (1981)
5. Philippe de Macédoine (1994)
6. Le Génie d'Alexandre le Grand (1997)
7. L'âge classique de la Grèce (1999)
8. Poétique d'Aristote: réarrangée, abrégée et traduite pour une meilleure compréhension par le lecteur général (2001)
9. Une histoire de la Macédoine Volume I: Géographie historique et préhistoire (1972)
10. Une histoire de la Macédoine Volume II: 550-336 av. J.-C. (1979)
11. Une histoire de la Macédoine Volume III: 336-167 av. J.-C. (1988)
12. Alexandre le Grand. Roi, commandant et homme d'État
13. Histoire de la Macédoine
14. Oxford Classical Dictionary (1970) (deuxième édition)
15. La fin de la civilisation mycénienne et de l'âge sombre: la tradition littéraire (1962)